# 大唐女將樊梨花
《大唐女將樊梨花》，2011年中國大陸電視劇。由秦嵐、劉愷威、王妍蘇、方安娜、康華、駱達華、苗皓鈞、林靜主演，2011年8月7日上海东方電影頻道首播，2013年2月5日上檔，於台視8點檔時段播出。

## 簡介
讲述樊梨花和薛丁山的姻缘故事。

## 播出時間
| 頻道              | 所在地   | 播映日期       | 播出時間                        |
| ----------------- | -------- | -------------- | ------------------------------- |
| 深圳卫视/东南卫视 | 中国大陆 | 2012年1月4日起 | 每晚7：30播出                   |
| 台視主頻          | 臺灣     | 2013年2月5日起 | 每週一至週四晚間20:00-22:00播出 |

## 演員列表

### 主要演員
| 演員   | 角色     | 介紹 | 配音   |
| 秦嵐   | 樊梨花   | 狼群长大，薛丁山之妻，樊洪之女，與薛丁山有一子 从小在狼群中长大，有着狼的本能，且善与动物沟通，天狼寨寨主，往往忽发奇想，不按规矩办事，令人摸不透。但直爽率真，敢说敢做，信守承诺。痴情于自己的梦中情人薛丁山，最终二人终成夫妻 武功：94法術：98 | 范楚绒 |
| 劉愷威 | 薛丁山   | 薛仁贵之子，樊梨花之夫，深爱梨花，與樊梨花有一子 薛仁贵之子，大智若愚，风趣幽默，睿智自恃，自视甚高，风流倜傥。与陈金定青梅竹马，天降异象而梦见梨花杀害全家，所以一直拒绝梨花的痴情从而展开了一段爱恨交缠的情感乐章 武功：98法術：82 | 孙晔   |
| 王妍蘇 | 陳金定   | 喜欢薛丁山，后成为杨藩之妻。为爱不择手段，與楊蕃有一子 拥有四分之一的波斯血统，杨藩之妻，聪明婉约，性格内敛，善解人意，为爱不择手段。先喜欢薛丁山，后被杨藩所感。因樊梨花的一句半真半假的戏言，與青面尊者、蘇鳳、楊蕃等人狼狽為奸，與蘇寶童不合，开始了与杨藩的阴谋 武功：62 法術：50 | 杨梦露 |
| TAE    | 楊籓     | 最初喜欢樊梨花，然后为陈金定之夫，與陳金定有一子 李健成之孙，聪明狡猾，坚毅不屈，生命力顽强，本来是一个心地善良的人；后来因为青面尊者的诱导，而变得异常偏执顽固。因为天降异象而梦见自己和樊梨花的一段感情，而认定她是自己命中注定的那个人。與李道宗、蘇鳳等人狼狽為奸，與蘇寶童不合。更是对现实中樊梨花一见钟情，也是因为对樊梨花的这段感情而让他走上不归路，期望成为帝王！后爱上陈金定 武功：78〜93 法術：68〜95 | 沈磊   |
| 方安娜 | 薛金蓮   | 薛丁山之妹，喜欢秦汉，后来喜欢回回国王子窦一虎 薛丁山之妹，男孩子性格，机灵活泼，天真，易哭易笑，处事随心所欲不理后果。起先因秦汉帅气而喜欢秦汉，后被窦一虎所感移情别恋与窦一虎 武功：86 法術：67 | 王燕华 |
| 吳毅將 | 薛仁貴   | 薛丁山、薛金莲之父，兵马大元帅 大唐平辽王，薛丁山之父，骁勇善战，果敢勇猛，赏罚分明，运筹帷幄，有勇有谋，能决胜千里之外。不怒而威，别人眼中的严父 武功100 法術：77 | 桂楠   |
| 康華   | 刁月娥   | 樊梨花好友；客栈老板娘 一店之主，刁钻泼辣，拥有男儿气概，讲义气，武功不俗，手中摄魂铃，能摄人魂魄，加以操控。生世比较可怜：嫁到夫家后没有几年丈夫就过世了，后来她的婆婆总是骂她克夫，对她很不好；二叔见她美貌，将她卖到妓院里；后来被她的师傅救了，并传给她武功和摄魂铃。她说话喜欢简洁，但很大气。因为薛丁山的原因和樊梨花成为好朋友 武功：73 法術：89                                                           | 洪海天 |
| 駱達華 | 青面尊者 | 杨藩之师，坏水一肚子。法术高强，但心胸狭隘，护短记仇，争名好利。名義上是薛仁貴的謀士，實為李建成的手下，與李道宗為奸。有着狼子野心，想当帝王，因此诱与杨藩，说将来同坐江山 武功：83 法術：100 | 吕梁   |
| 苗皓鈞 | 程咬金   | 鲁国公，老顽童一名，樊洪的結拜兄弟，樊梨花干爹 唐朝开国二十四功臣之一，被封“鲁国公”，为人粗中有细，性格率直，喜当和事老，老顽童一名，被视为一员福将，三招板斧相当厉害 武功：80 法術：63 |        |
| 岳躍利 | 高宗皇帝 | 大唐第三任皇帝，虽非明君，却不昏庸，处事颇为公正，凡事以家国为主 武功：54 法術：37 | 倪康   |
| 葉相明 | 薛應龍   | 认樊梨花为干娘，一直伴随左右，与刁月娥是对欢喜冤家 长的一脸帅气，自命风流倜傥，善于揣摩女人心理，所以妻妾成群，但是遇上樊梨花，屡次被捉弄，渐渐发现梨花乃非一般女子，和梨花比武输后，认樊梨花为干娘，一直陪伴左右。长与刁月娥斗嘴 武功：77 | 沈达威 |
| 許還山 | 王熬老祖 | 薛丁山师傅，法力很强 武功：92 法術：100 | 符冲   |
| 陸梅芳 | 梨山老母 | 樊梨花之師，一代神人，年紀修為皆高深莫測，總是抱持一顆赤子之心 武功：79 法術：93 |        |
| 吳岱融 | 樊洪     | 樊梨花之父，程咬金的結拜兄弟，寒江關守將，西涼人，薛丁山的岳父，武藝超群，足智多謀，最寵愛女兒樊梨花。 武功：87 法術：69 | 李傳纓 |
| 林靜   | 麗妃     | 深懂狐媚手段，会炼丹药，与李道忠同伙，后被皇帝感动 武功：39 法術：18 | 黄莺   |

### 其他演員
| 演員   | 角色   | 介紹 | 配音   |
| 金佳   | 秦漢   | 先是李道宗的人，再是薛仁貴的人，然后追随杨藩。獄卒，薛仁貴與程咬金的救命恩人，後為薛家軍的校尉，亦正亦邪，喜歡薛金蓮，卻被楊蕃利用，要殺掉竇一虎，最後死在愛人薛金蓮的手裡。 武功：56 |        |
| 王伊   | 竇一虎 | 被金莲营救后爱上她，人稱駝背，曾裝聾作啞，確實心地善良，後成為薛府的女婿，是回回国王子。 武功：30 法術:11                                                                             | 沈達威 |
| 李玉龍 | 蘇鳳   | 唐朝叛將，蘇寶同的父親，薛家軍的勁敵，曾請鳩羅臣來對付唐軍，後與楊蕃、青面尊者、陳金定、秦漢等人狼狽為奸。 武功：88 法術：70                                                          |        |
| 于子寬 | 李道宗 | 成親王，高宗皇帝的叔叔，皇太子的叔公，薛家軍的勁敵。心机沉重，城府極深。先与麗妃同伙，再与楊蕃狼狽為奸。 武功:48 法術:77                                                              |        |
| 董曉光 | 蘇寶同 | 唐朝叛將蘇鳳之子，薛家軍的勁敵，也是樊梨花的勁敵，与鳩羅臣狼狽為奸，卻与楊蕃和陳金定不合。 武功: 69 法術:89                                                                           |        |
| 王鑫   | 樊龍   | 樊家的敗家子，樊梨花的大哥，討厭樊梨花，外表宅心仁厚，非常照顧樊梨花，內心陰險狠毒，殺害樊洪的兇手之一，与樊虎一起陷害樊梨花，曾經利用薛丁山，被楊蕃識破。 武功: 84 法術:74           |        |
| 張沛然 | 樊虎   | 樊家的敗家子，樊梨花的二哥，討厭樊梨花，外表宅心仁厚，內心凶惡至極，殺害樊洪的兇手之一，与樊龍一起陷害樊梨花，曾經利用薛丁山，被楊蕃識破。 武功: 94 法術:87                           |        |
| 杜玉明 | 鳩羅臣 | 蘇鳳的謀士，樊梨花的死對頭，西域尊者，曾輔佐西涼王，擅用火龍來消滅唐軍，不敵薛丁山，卻被火龍燒死。 武功：42 法術：86                                                                  |        |
| 馮琦   | 馬忠凡 | 寒江關總管，是樊洪的忠臣，對樊洪忠心耿耿，也知道樊龍樊虎是殺死樊洪的兇手，後跟隨楊藩，楊藩死後，結局就不知道。 武功：34 法術：14                                                      |        |

## 電視劇歌曲
| 曲序 | 曲目               |                | 作曲         | 演唱者 |
| ---- | ------------------ | -------------- | ------------ | ------ |
| 1.   | 爱的魔法（片頭曲） | 秋婷           | 麦振鸿       | 清莞   |
| 2.   | 三岔口（片尾曲）   | 麥振鴻、林學易 | 秋婷、張梓凡 | 吕晶晶 |

## 收視率
| 播映日期                     | 週數     | 平均收視率 | 排名 | 集數  | 備註   |
| ---------------------------- | -------- | ---------- | ---- | ----- | ------ |
| 2013年2月5日－2013年2月7日   | 01       | 0.41       | 7    | 01-03 |        |
| 2013年2月11日－2013年2月14日 | 02       | 0.35       | 6    | 04-07 |        |
| 2013年2月18日－2013年2月21日 | 03       | 0.33       | 6    | 08-11 |        |
| 2013年2月25日－2013年2月28日 | 04       | 0.30       | 7    | 12-15 |        |
| 2013年3月4日－2013年3月5日   | 05       | 0.31       | 6    | 16-17 | 完結篇 |
| 平均收視                     | 平均收視 |            |      | -     | -      |

- 同時段節目：
  - 三立：
    - 三立台灣台《天下女人心》
    - 三立都會台：
      - 八點檔《愛情女僕》
      - 九點檔《真愛趁現在》

  - 民視《風水世家》
  - 華視《軒轅劍之天之痕》
  - 中視數位台《槍炮侯／神醫喜來樂傳奇》
  - 大愛《明天更美麗／水返腳的春天》
- 由AGB尼爾森調查，調查範圍是四歲以上收看電視之觀眾。
- 資料來源：中時娛樂、凱絡媒體週報

## 製作團隊
- 監製：譚朗昌
- 製作人：裘立新
- 導演：金鼇勳、黄祖權
- 原著：
- 編劇統籌：
- 編劇：
- 製作公司：上海東錦文化傳播有限公司
- 贊助單位：

## 外部連結
- 台視網頁 （页面存档备份，存于）

## 作品的變遷
| 台視 週一至週四晚間20:00~22:00         | 台視 週一至週四晚間20:00~22:00            | 台視 週一至週四晚間20:00~22:00 |
| -------------------------------------- | ----------------------------------------- | ------------------------------ |
|                                        | 大唐女將樊梨花 （2013.02.05 - 2013.03.05) |                                |
| 東華春理髮廳 (2012.11.26 - 2013.02.04) | 王的女人 (2013.03.06 - 2013.04.02）       |                                |

| 中天娛樂台 週一至週五 晚間18:00~19:00                                    | 中天娛樂台 週一至週五 晚間18:00~19:00     | 中天娛樂台 週一至週五 晚間18:00~19:00 |
| ------------------------------------------------------------------------ | ----------------------------------------- | ------------------------------------- |
|                                                                          | 大唐女將樊梨花 （2013.08.19 - 2013.10.03) |                                       |
| 封神榜(19:00-21:00) (2013.06.12 - 2013.08.16) （7/25起改為18:00 - 19:00) | 未定 (2013.10.04 - 2013.）                |                                       |